# Глазовка (Крым)
Гла́зовка (до 1945 года Баксы́; укр. Глазівка, крымскотат. Baqsı, Бакъсы) — село, расположенное на территории Ленинского района (Автономной) Республики Крым, центр Глазовского сельского поселения (Глазовского сельсовета).

## Название
Современное название происходит от фамилии Героя Советского Союза Григория Выглазова, погибшего при освобождении села и захороненного на мемориальном воинском кладбище в селе. Село получило название в соответствии с Указом Президиума Верховного Совета РСФСР от 21 августа 1945 года, а до этого называлось по-татарски Баксы.

## Население
| 2001 | 2014  |
| ---- | ----- |
| 1268 | ↘1018 |

| Язык             | Процент |
| ---------------- | ------- |
| русский          | 69.72   |
| украинский       | 16.01   |
| крымскотатарский | 10.41   |
| другие           | 0.87    |

### Динамика численности
| - 1864 год — 246 чел. - 1889 год — 512 чел. - 1897 год — 753 чел. - 1926 год — 1051 чел. - 1939 год — 1522 чел. | - 1974 год — 1234 чел. - 1989 год — 1319 чел. - 2001 год — 1268 чел. - 2014 год — 1018 чел. |

## Современное состояние
На 2017 год в Глазовке числится 21 улица, 3 переулка и территория комплекса зданий и сооружений N1; на 2009 год, по данным сельсовета, село занимало площадь 206 гектаров на которой, в 455 дворах, проживало более 1,2 тысячи человек. В селе действуют средняя общеобразовательная школа и детский сад «Колосок», сельский Дом культуры, библиотека, отделение Почты России, храм святителя Николая. Глазовка связана автобусным сообщением с Керчью и соседними населёнными пунктами.

## География
Село расположено на крайнем северо-востоке района и Керченского полуострова, в начале балки Баксу, высота центра села над уровнем моря 56 м. Находится примерно в 71 километре (по шоссе) от районного центра Ленино, ближайшая железнодорожная станция — Керчь — около 11 километров, севернее Керчи, на западном склоне горы Хрони — интереснейшего памятника природы, истории и археологии. Транспортное сообщение осуществляется по региональным автодорогам 35Н-310 Глазовка — Юркино и 35Н-316 Керчь — Глазовка (по украинской классификации — С-0-10802 и С-0-10809).

## История
Впервые, как деревня Баксы, где с черкесами татары жили, с 15 дворами и 4 колодцами, в доступных источниках селение встречается в «Описании городов отошедших по мирному 1774 года с Оттоманскою Портою трактату в Российское владение и принадлежащей к ним земли, с некоторым географическим известием инженер-подполковника Томилова»" 1774 года, затем — на военно-топографической карте генерал-майора Мухина 1817 года, где на месте будущей деревни обозначен безымянный хутор, без указания числа дворов. Уже на карте 1842 года хутора Хруньи (или Баксы) обозначены с 20 дворами.
В 1860-х годах, после земской реформы Александра II, деревню приписали к Керчь-Еникальскому градоначальству. Согласно «Списку населённых мест Таврической губернии по сведениям 1864 года», составленному по результатам VIII ревизии 1864 года, Баксы — слободка городского ведомства Керчь-Еникальского градоначальства, с 40 дворами и 246 жителями, при колодцах. На трёхверстовой карте Шуберта 1865—1876 года обозначен хутор Хруньи (Баксы) без указания числа дворов. В «Памятной книге Таврической губернии 1889 года», составленной по результатам Х ревизии 1887 года, в деревне Баксы числилось 79 дворов и 512 жителей. На верстовой карте Крыма 1896 года в селении обозначено 128 дворов с русским населением. Перепись 1897 года зафиксировала в пригороде Баксы 753 жителя, из которых 749 православных. Более подробные данные о поселениях Керчь-Еникальского градоначальства дореволюционного периода, пока недоступны, деревня упоминается в «Памятной книжке Керчь-Еникальского градоначальства на 1913 год».
После установления в Крыму Советской власти, по постановлению Крымревкома, 25 декабря 1920 года из Феодосийского уезда был выделен Керченский (степной) уезд, Керчь-Еникальское градоначальство упразднили, Постановлением ревкома № 206 «Об изменении административных границ» от 8 января 1921 года была упразднена волостная система и в составе Керченского уезда был создан Керченский район в который вошло село (в 1922 году уезды получили название округов). 11 октября 1923 года, согласно постановлению ВЦИК, в административное деление Крымской АССР были внесены изменения, в результате которых округа были отменены и основной административной единицей стал Керченский район. Согласно Списку населённых пунктов Крымской АССР по Всесоюзной переписи 17 декабря 1926 года, в селе Баксы Еникальского сельсовета Керченского района имелось 208 дворов, из них 203 крестьянских, население составляло 1051 человек (по 518 мужчин и 533 женщины). В национальном отношении учтено: 30 русских, 970 украинцев, 35 греков, 9 татар, 7 немцев, действовала русская школа. Постановлением ВЦИК «О реорганизации сети районов Крымской АССР» от 30 октября 1930 года (по другим сведениям 15 сентября 1931 года) Керченский район упразднили и село включили в состав Ленинского, а, с образованием в 1935 году Маяк-Салынского района (переименованного 14 декабря 1944 года в Приморский) — в состав нового района. Видимо, в ходе той же реорганизации, был образован Баксанский сельсовет, поскольку на 1940 год он уже существовал, как и всю дальнейшую историю. По данным всесоюзная перепись населения 1939 года в селе проживало 1522 человек. На подробной карте РККА Керченского полуострова 1941 года в селе Баксы обозначено 220 дворов.

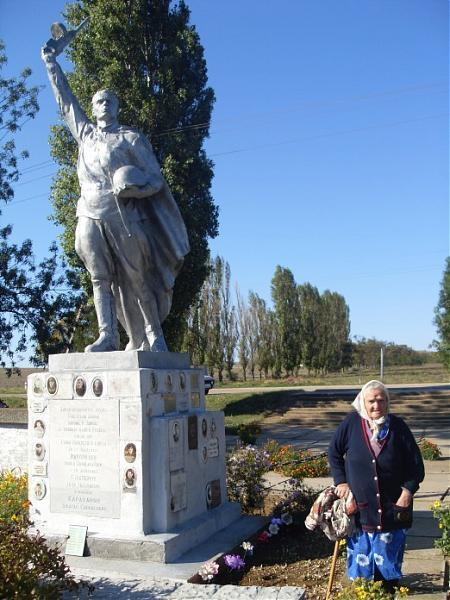
Фигура воина-освободителя
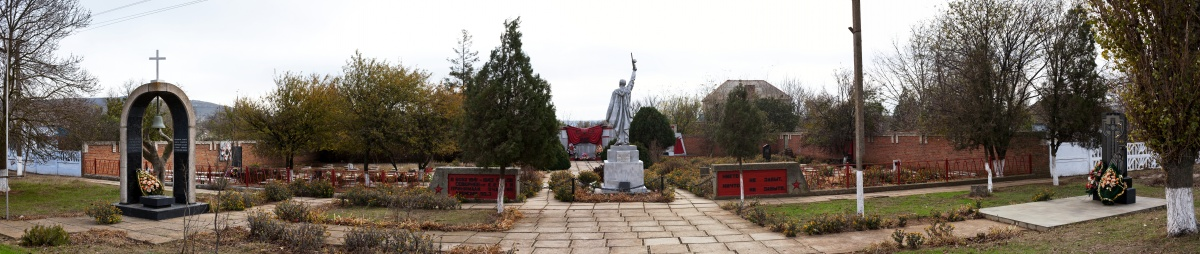
Общий вид мемориала в Глазовке
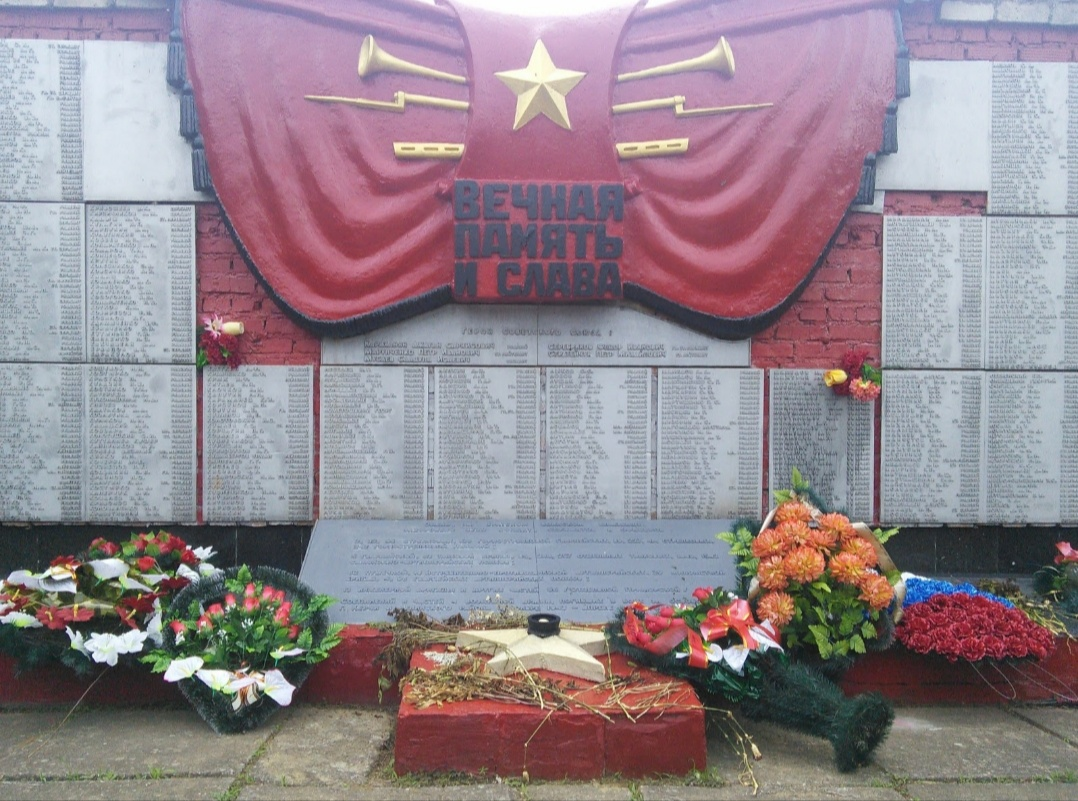
Списки захороненных

Во время Отечественной войны на фронтах сражались 19 жителей села, 10 из них погибли. В 1967 году на 4 километре шоссе Керчь — Глазовка был установлен памятный знак в честь погибших односельчан, в 1980—1990-х годах заменённый на современный, объект культурно-исторического наследия. Село в годы войны было полностью разрушено.
Воинское кладбище села Глазовка по улице Шоссейная, у дороги Керчь—Осовины (могилы советских воинов, в том числе Героев Советского Союза П. П. Марунченко, Д. С. Караханян, С. И. Мусаев, П. М. Стратейчук, Ф. И. Серебряков) ныне объект культурного наследия регионального значения.
После освобождения Крыма от фашистов, 12 августа 1944 года было принято постановление № ГОКО-6372с «О переселении колхозников в районы Крыма» и в сентябре того же года в район приехали первые новоселы 204 семьи из Тамбовской области, а в начале 1950-х годов последовала вторая волна переселенцев из различных областей Украины. Указом Президиума Верховного Совета РСФСР от 21 августа 1945 года Баксы был переименован в Глазовку и Баксанский сельсовет — в Глазовский. С 25 июня 1946 года Глазовка в составе Крымской области РСФСР, а 26 апреля 1954 года Крымская область была передана из состава РСФСР в состав УССР. Указом Президиума Верховного Совета УССР «Об укрупнении сельских районов Крымской области», от 30 декабря 1962 года Приморский район был упразднён и вновь село присоединили к Ленинскому. По данным переписи 1989 года в селе проживало 1319 человек. С 12 февраля 1991 года село в восстановленной Крымской АССР, 26 февраля 1992 года переименованной в Автономную Республику Крым. С 21 марта 2014 года в составе Крыма, Россия..